# Lutomiersk (gromada)
Lutomiersk – dawna gromada, czyli najmniejsza jednostka podziału terytorialnego Polskiej Rzeczypospolitej Ludowej w latach 1954–1972.
Gromady, z gromadzkimi radami narodowymi (GRN) jako organami władzy najniższego stopnia na wsi, funkcjonowały od reformy reorganizującej administrację wiejską przeprowadzonej jesienią 1954 do momentu ich zniesienia z dniem 1 stycznia 1973, tym samym wypierając organizację gminną w latach 1954–1972.
Gromadę Lutomiersk siedzibą GRN w Lutomiersku utworzono – jako jedną z 8759 gromad na obszarze Polski – w powiecie łaskim w woj. łódzkim, na mocy uchwały nr 31/54 WRN w Łodzi z dnia 4 października 1954. W skład jednostki weszły obszary dotychczasowych gromad Bechcice wieś, Czołczyn, Dziektarzew, Legendzin, Lutomiersk, Wygoda Mikołajewska, Wrząca, Zalew i Mikołajewice (z wyłączeniem przysiółka Mikołajewice Poduchowne) ze zniesionej gminy Lutomiersk w tymże powiecie. Dla gromady ustalono 27 członków gromadzkiej rady narodowej.
1 stycznia 1958 gromadę włączono do powiatu łódzkiego w tymże województwie.
1 stycznia 1959 do gromady Lutomiersk przyłączono wsie Florentynów i Katarzynów, parcele Florentynów i Bechcice oraz kolonie Józefów i Prusinowice ze znoszonej gromady Porszewice w powiecie łaskim.
Gromada przetrwała do końca 1972 roku, czyli do kolejnej reformy gminnej. 1 stycznia 1973 – tym razem w powiecie łódzkim – reaktywowano gminę Lutomiersk.